# TurboGears
TurboGears是一個提供網頁前端到後端整合的網站框架，使用Python動態語言。
Python語言上有眾多網頁開發模組可選擇。要挑選合適的模組會花上開發者寶貴的時間精力，TurboGears就像是Python網頁開發上的發佈套件（Linux发行版），整合各種推薦的Python開放原始碼模組，提供簡單易用的介面與一致的系統體驗。

## 特色
選用最好的Python開源組件，可自由組合偏好的開發模塊，提供互動式的開發經驗。內建網頁伺服器，ORM、AJAX能力，預設可以產生html、json等格式。不用安裝Apache網頁伺服器就可以開始開發網頁應用程式，可以單獨佈署或搭配Apache、lighttpd網頁伺服器使用。有方便的佈署能力，有眾多插件支援。

## TurboGears组件
TurboGears使用MVC（模型、视图、控制器）的方式組織網站，提供網頁框架快速生成工具，開發中自動即時重載的網頁伺服器。TurboGears是由许多各自独立的库和中间层建立的。其中一些默认的工具从1.x至2.x各不相同，但是大多数的这些组件都能根据配置而被互相替用。以下是一些开发者会使用到的主要组件。

### TurboGears 2.x组件
- SQLAlchemy（模型）- 定义了数据表的结构，并且让用户的控制层可以访问这些对象。
- Ming（模型）- 提供到MongoDB的数据访问层，非常像SQLAlchemy，它定义如何连接MongoDB搜集到用户的控制器可以交互的Python对象。
- Genshi（视图）- 定义了用以生成HTML或XHTML的模板，用于前台和客户端访问的页面。
- Repoze - Repoze.who 是用来处理安全（访问授权）控制，repoze预先声明了谁在什么条件下可以访问哪些页面。
- ToscaWidgets - 这是主要用来创建表单和复杂GUI的一个库。Tosca默认只会生成简单的HTML表单，但是也能用来连接更高级的JavaScript工具包。不同于TurboGears 1.x，现在已不再去拥有一个集成的JavaScript库。[2]
- Gearbox - 是TurboGears用来管理项目的工具箱，建立新项目并充当TurboGears应用，但是用户也可以连结到Apache、Nginx或任何其他WSGI兼容的webserver。

在版本2.3之前还用到：
- Pylons（控制器）- 负责处理后台逻辑与显示数据的页面之间的中间层。
- Paster - 默认作为服务器。但是用户也可以连接Apache、Nginx、或者使用WSGI兼容服务器。
- Repoze.what - 用来分别处理授权。

### TurboGears 1.x组件
- SQLObject（模型） - 可以在很多数据库服务器上建立数据库或同现存数据相接合的数据后端。
  - SQLAlchemy在版本1.1之后中成为默认的库。
- Kid（视图）- XHTML前端模板引擎，这里所有模板都是有效的XHTML或XML文件，它们通常以允许将这些模板作为简单的XHTML文件打开检查设计的方式来制作。同时还提供以XML式的方式嵌入Python片段的特征。
  - Genshi是个比Kid更成功的模板引擎，在版本1.1之后中成为默认支持，在语法上100%接近Kid。
- CherryPy（控制器）- 允许web应用通过书写返回数据到（在TurboGears情况下）模板的事件处理器的方式来编程。相同的数据还可以按Ajax风格接收为一个JSON数据流。
- MochiKit - 对于TurboGears 1.x来说，是一个推荐的可选的JavaScript库。被设计来让JavaScript的开发更加Python化。主要用于实现Ajax特性，提供一些能够异步取得JSON数据流的组件。

## 引用
1. ↑  . 2025年2月18日  [2025年3月1日].
2. ↑  .   [2012-07-26]. （原始内容存档于2012-05-01）.

## 外部連結
- 官方网站